# District Starozjilovski
Het district Starozjilovski (Russisch: Старожи́ловский райо́н) is een district in het westen van de Russische oblast Rjazan. Het district heeft een oppervlakte van 1.007 vierkante kilometer en een inwonertal van 17.136 in 2010. Het administratieve centrum bevindt zich in Starozjilovo.
Bestuurlijk centrum: Rjazan

Steden: Kadom · Kasimov · Korablino · Lesnoj · Michajlov · Novomitsjoerinsk · Oecholovo · Oktjabrski · Oktjabrski · Poljany · Rjazjsk · Rybnoje · Saraj · Sasovo · Sjatsk · Sjilovo · Skopin · Spas-Klepiki · Spassk-Rjazanski · Starozjilovo · Toema

Districten: Aleksandro-Nevski · Jermisjinski · Kadomski · Kasimovski · Klepikovski · Korablinski · Michajlovski · Miloslavski · Oecholovski · Pitelinski · Poetjatinski · Pronski · Rjazanski · Rjazjski · Rybnovski · Sapozjkovski · Sarajevski · Sasovski · Sjatski · Sjilovski · Skopinski · Spasski · Starozjilovski · Tsjoesjkovski · Zacharovski